# 比尔·布拉德利
威廉·沃伦·“比尔”·布拉德利（英語：William Warren "Bill" Bradley，1943年7月28日—），男，美国政治家、前职业篮球运动员，场上位置为锋卫摇摆人。

## 生平
布拉德利出生于密苏里州水晶城，大学就读于普林斯顿大学，在大学生涯中场均拿到30.2分，并率队打入NCAA半决赛。1964年布拉德利代表美国国家篮球队参加了夏季奧林匹克運動會，并夺得金牌。在1965年NBA选秀中，布拉德利被纽约尼克斯队使用优先权挑走，但是他因为获得罗德奖学金而先赴牛津大学进修一年后才返回纽约尼克斯队，开始职业生涯。
1970年，布拉德利帮助球队获得了NBA总冠军，1973年，尼克斯队再度赢得总冠军，布拉德利也被选入NBA全明星。1978年，布拉德利退役后决定从政，成功地代表美国民主党赢得了新泽西州的一个联邦参议员席位，并连任至1997年。2000年，布拉德利宣布参加民主党党内总统候选人竞选，后败于阿尔·戈尔。

## 荣誉

### 外国勋章奖章
- 旭日重光章（日本，2015年4月29日公布[1]）